# Careproctus comus
Careproctus comus är en fiskart som beskrevs av Orr och Maslenikov 2007. Careproctus comus ingår i släktet Careproctus och familjen Liparidae. Inga underarter finns listade.